# ميخائيل شميت (مصور)
ميخائيل شميت (بالألمانية: Michael Schmidt)‏ هو مصور ألماني، ولد في 6 أكتوبر 1945 في برلين في ألمانيا، وتوفي بنفس المكان في 24 مايو 2014.

## وصلات خارجية
- ميخائيل شميت على موقع مونزينجر (الألمانية)